# Polyplectana
Polyplectana is een geslacht van zeekomkommers uit de familie Synaptidae. De wetenschappelijke naam van het geslacht werd in 1908 voorgesteld door Hubert Lyman Clark.

## Soorten
- Polyplectana galatheae Heding, 1928
- Polyplectana grisea (Heding, 1931)
- Polyplectana kallipeplos Sluiter, 1887
- Polyplectana kefersteinii (Selenka, 1867)
- Polyplectana longogranula Heding, 1928
- Polyplectana nigra (Semper, 1867)
- Polyplectana oculata Heding, 1928
- Polyplectana samoae Heding, 1928
- Polyplectana sluiteri Heding, 1928
- Polyplectana tahitiensis Heding, 1928
- Polyplectana unispicula Heding, 1931
- Polyplectana zamboangae Heding, 1928